# Bilana Dudowa
Bilana Żiwkowa Dudowa (bułg. Биляна Живкова Дудова, ur. 1 sierpnia 1997) – bułgarska zapaśniczka walcząca w stylu wolnym. Olimpijka z Paryża 2024, gdzie zajęła ósme miejsce w kategorii do 62 kg. Mistrzyni świata w 2021; druga w 2018; piąta w 2017 i 2023 roku. 
Mistrzyni Europy w 2017, 2018, 2019 i 2021; druga w 2020.; trzecia w 2023 i 2025. Mistrzyni Europy U-23 w 2018. Brązowa medalistka mistrzostw Europy juniorów w 2016 roku.